# Scolelepis murmanica
Scolelepis murmanica är en ringmaskart som beskrevs av Zachs in Uschakov 1948. Scolelepis murmanica ingår i släktet Scolelepis och familjen Spionidae. Inga underarter finns listade i Catalogue of Life.